# Stenaspilatodes antidiscaria
Stenaspilatodes antidiscaria is een vlinder uit de familie van de spanners (Geometridae). De wetenschappelijke naam van de soort is voor het eerst geldig gepubliceerd in 1863 door Walker.